# Alexander Kosenkow
Alexander Kosenkow (Tokmok, 14 marzo 1977) è un velocista tedesco.

## Palmarès
| Anno | Manifestazione   | Sede              | Evento      | Risultato  | Prestazione | Note |
| ---- | ---------------- | ----------------- | ----------- | ---------- | ----------- | ---- |
| 1995 | Europei juniores | Nyíregyháza       | 4 × 100 m   | Bronzo     | 40"29       |      |
| 1997 | Europei under 23 | Turku             | 4 × 100 m   | Bronzo     | 39"45       |      |
| 1999 | Europei under 23 | Göteborg          | 100 m piani | Semifinale | 10"60       |      |
| 1999 | Europei under 23 | Göteborg          | 4 × 100 m   | Bronzo     | 39"69       |      |
| 2002 | Europei          | Monaco di Baviera | 4 × 100 m   | Bronzo     | 38"88       |      |
| 2004 | Giochi olimpici  | Atene             | 4 × 100 m   | Batteria   | 38"64       |      |
| 2005 | Mondiali         | Helsinki          | 4 × 100 m   | 7º         | 38"48       |      |
| 2007 | Mondiali         | Osaka             | 4 × 100 m   | 6º         | 38"62       |      |
| 2009 | Mondiali         | Berlino           | 200 m piani | Batteria   | 20"99       |      |
| 2009 | Mondiali         | Berlino           | 4 × 100 m   | Batteria   | dnf         |      |
| 2012 | Europei          | Helsinki          | 4 × 100 m   | Argento    | 38"84       |      |
| 2014 | World Relays     | Nassau            | 4 × 200 m   | Batteria   | dnf         |      |
| 2014 | Europei          | Zurigo            | 4 × 100 m   | Argento    | 38"09       |      |
| 2015 | World Relays     | Nassau            | 4 × 100 m   | 8º         | 39"40       |      |
| 2015 | World Relays     | Nassau            | 4 × 200 m   | Bronzo     | 1'22"65     |      |
| 2015 | Mondiali         | Pechino           | 4 × 100 m   | 4º         | 38"15       |      |
| 2017 | World Relays     | Nassau            | 4 × 100 m   | 10º        | 39"15       |      |

## Altre competizioni internazionali
1999
- Coppa Europa di atletica leggera ( Parigi)

2002
- Coppa Europa di atletica leggera ( Annecy)

2004
- Coppa Europa di atletica leggera ( Bydgoszcz)

2005
- Coppa Europa di atletica leggera ( Firenze)

2009
- Campionati europei a squadre di atletica leggera ( Leiria)

2014
- Campionati europei a squadre di atletica leggera ( Braunschweig)